# شير شات
مسلسل شير شات تدور أحداث المسلسل في إطار كوميدي ساخر حول عدد من القضايا الاجتماعية، والمسلسل من تأليف علاء حمزء وإخراج عمر الديني، وبطولة فايز المالكي وحسن عسيري وراشد الشمراني وميسون الرويلي وغيرهم.

## الممثلون
- فايز المالكي
- حسن عسيري
- راشد الشمراني
- ميسون الرويلي
- عبد العزيز الفريحي
- عوض عبد الله
- نايف خلف
- محسن الشهري
- ريم عبد الله
- فيصل العمري
- عبد العزيز السكيرين
- أغادير السعيد
- دارين البايض
- مرزوق الغامدي
- إيمان الغربي
- هند محمد
- ميلا الزهراني
- امتنان محمد
- أسماء الفهد
- نجود
- هيفاء المامي
- رانا الشافعي
- ريم العلي
- نيكولا مزهر
- محمد الحربي
- إسراء عبد العزيز
- طوني عاد
- فيصل العنزي
- عيد سعد
- أحمد العليان
- شافي الشمري
- سعد طلاس
- عبد الله القحطاني
- وائل خواجي
- عبد الكريم الحربي

## وصلات خارجية
- «شير شات» يعيد ثلاثي الكوميديا الأشهر في رمضان
- مسلسل شير شات، سينما كوم